# حرکت آهسته (ترانه مت چمپین و جنی)
حرکت آهسته (انگلیسی: Slow Motion) ترانه‌ای از رپر آمریکایی مت چمپین و خواننده و رپر اهل کره جنوبی جنی از گروه بلک‌پینک است. این ترانه در ۸ مارس ۲۰۲۴ توسط آرسی‌ای رکوردز به عنوان سومین تک‌آهنگ از نخستین آلبوم مت چمپین منتشر شد که او به همراه جنی و فرانک دوکس، دیجون، هنری کواپیس، جیکوب و رومیل همنانی ترانه‌سرایی ان را برعهده داشتند و تهیه‌کنندگی این ترانه توسط چمپین، کوامیس و دوجین انجام شد.

## جدول‌ها
| جدول (۲۰۲۴)                       | بهترین جایگاه |
| --------------------------------- | ------------- |
| تک‌آهنگ‌های داغ نیوزیلند (آرام‌ان‌زی) | ۲۸            |
| دانلود کره جنوبی (گائون)          | ۱۱۶           |

## تاریخچه انتشار
| منطقه | تاریخ       | فرمت                  | ناشر   | منابع |
| ----- | ----------- | --------------------- | ------ | ----- |
| مختلف | ۸ مارس ۲۰۲۴ | دانلود دیجیتال استریم | آرسی‌ای | [ ۳ ] |